# 日曜喫茶室
『日曜喫茶室』（にちようきっさしつ）は、NHK-FM放送で1977年4月10日から2017年3月26日まで放送されていたトーク番組である。

## 概要
NHKラジオスタジオに設えた喫茶店「なかま」を舞台に、マスター（司会）のはかま満緒（放送作家）と各界を代表する著名人が毎回ゲストとして来店する。はかま満緒、ウェイトレス（アシスタント）に加えて3名（うち1名は「ご常連」）の計5名が、毎回季節の話題や最近の流行や話題などのトークをコーヒーを飲みながら展開する。
喫茶店の内容設定は以下のとおり。
- 喫茶店の名称である「なかま（）」は、店主の名を取って「はかま（）」とされるべきところ、hがnと誤記されたことから。
- 喫茶店の所在地は、原宿の裏通りから徒歩で10分ほどのところ、と設定されている。
- 入口の扉は重厚なマホガニー製。
- メニューに掲載されているのは、コーヒー、アイスコーヒー、紅茶、アイスティー、日本茶の5種類。ゲストはそれ以外のメニューを注文しても構わないが実際に出されるのは基本的には上記の5種類のいずれか。ただし、一度だけ注文に応じてチョコレートパフェ（メニュー名「チョコパフェ」）が出てきたことがある（2007年9月2日放送「数字が気になって気になって」の回。ゲストは橘家圓蔵（落語家）と新井紀子（国立情報学研究所教授）、常連客は安野光雅）。
- 以前はアルコールも出していたが、2時間近い録音の間に酔っぱらってしまい、はかま満緒に絡み出したゲストがいたので控えるようにした（2006年4月3日、日本経済新聞掲載のはかま満緒のエッセイによると、作家の有吉佐和子と、詩人の田村隆一とのこと）。

放送時間は毎月最終週の日曜日（当該最終週が特番である場合はその前の週）の12時15分～14時（NHK-FM放送）であった。
番組放送開始から2007年3月までは、毎週日曜日に放送されていた。2007年4月からは月1回「トーキング ウィズ 松尾堂」を放送することとなり、2008年4月からは毎月最終週、つまり月1回の放送に減らされることになった（それ以外は「トーキング ウィズ 松尾堂」を放送する）。2006年3月まではNHKラジオ第2放送「NHKラジオライブラリー」=金曜日でも過去に放送された番組を再構成して放送されていた。

## はかまの急逝と番組の終焉
はかまが、2016年2月放送回の録音された翌日2月16日に急逝（常連客が出演しない異例の放送回だったが、特に変わった様子はなかったという）。2月28日放送分は追悼のコメントを入れて放送され、3月放送分は『ありがとう はかま満緒さん』と題した追悼番組となった。4月以降は過去放送分のテープ編集を中心とした放送となり、放送時間の多くが故人による出演となった。
2017年4月からこの枠（最終日曜12:15-13:55）には『グッチ裕三の日曜ヒルは話半分』が入り、この番組は2017年3月26日をもって終了。1977年4月の番組開始以来40年の歴史に幕を降ろした。最終回の最後の楽曲は、はかまの作詞ならびにジェリー藤尾の歌唱による『パパとワルツを踊ろう』をオンエアして、喫茶室は「閉店」した。

## 番組テーマ曲
「Save your kisses for me」（邦題・想い出のラスト・キッス）/レイモン・ルフェーブル・グランドオーケストラ。

## 出演者

### マスター
- はかま満緒

### ウエイトレス
- 吉沢和美（内藤啓史の夫人）
- 五十嵐麻利江
- 鈴木美由起
- 安藤優子（ - 1995年4月2日、同姓同名のニュースキャスターは別人）
- 小林万里子（1995年4月9日 - 1995年12月10日）
- 橋本尚子（1995年9月10日 - 2000年3月26日）
- 小泉裕美子（2000年4月9日 - 2016年3月27日）

### 常連客
- 常連客（後述）の何れか1名、ゲスト2名（稀に3名のこともある）
- 安野光雅（画家。 常連客の中では最古参）
- 轡田隆史（元・朝日新聞社論説委員。豆腐料理、特に湯豆腐の薀蓄話を得意とする）
- 池内紀（ドイツ文学者。元・東大教授）
- 荻野アンナ（作家・慶應義塾大学教授。常連客としては最も新しく、2004年6月6日より参加）

の4名。以前の常連客には、井原高忠、天野祐吉などがいる。

## 番組構成
番組の構成自体は至ってシンプルで、まずマスターはかま満緒と、常連客との会話から始まり（その日のテーマについてのざっくばらんな雑談が多い）、それが5分間ほど続いた後、本日の常連客のお薦めの1曲が流れる。次いで、最初のゲストが登場。ゲスト、マスター、常連客、ウェイトレスの会話が約30分ほど続いた後、最初のゲストのお薦めの1曲が流れる。それが終わると、次のゲスト登場。2番目のゲストとの会話が30分ほど続いた後、2番目のゲストのお薦め曲が流れる。それが終わると、1番目、2番目のゲストを含めて全員でのトークが始まり、やはり30分ほど続く。その後、また1曲音楽が流れ、残り15分ほどでマスターが本日のテーマについてのまとめに入り、ゲストの今後の予定を伺って番組を終える。この構成は、放送開始以来30年、殆ど変わっていない。
このようなシンプルな作りの番組であるのに、多くの聴取者を引きつけるのは、ひとえにマスターはかま満緒の人柄、人間に対する興味、旺盛な好奇心によるもので、またそれを助ける常連客の発言が、マスターとの間でうまく噛み合って番組が進行してゆくことにある。例えば、常連客の安野光雅は、ちょうど漫才のボケ、ツッコミのボケの役割を果たし（マスターはかま満緒がツッコミの役目を果たす）、横町の御隠居的な一言居士の轡田隆史、物静かな知識人の池内紀、ダジャレでその場を盛り上げたり、しらけさせるのが名人の荻野アンナと、それぞれが個性を発揮している。

## 番組の主な出演者
文化人、政治家、経済人、大学教授などいわゆる知識人にファンが多く、他の番組には出演しないのに、この番組には出演したという著名人も多い。代々、NHK西湖会の真田丸のような牙城になってきた番組枠。また、朝日新聞系はもとよりRFラジオ日本などとも豊富な人脈を築いてきた。
この数年間に出演した有名人としては、
- 芸能人・俳優・声優として、黒柳徹子、美輪明宏、宍戸錠、小川宏、永六輔、小沢昭一、大山のぶ代、島田洋七、宮城まり子、萩本欽一、久米明、デーモン小暮閣下、岸田今日子、牧伸二、なぎら健壱、柳生博、滝田栄、
- 医師として、日野原重明、斉藤茂太、鎌田實、新谷弘実、
- スポーツ選手・冒険家として、三浦敬三、堀江謙一、野口健、クルム伊達公子、豊田泰光、
- 作曲家・作詞家・詩人として谷村新司、新井満、千住明、谷川俊太郎、冨田勲、姫神、池辺晋一郎、きたやまおさむ、アーサー・ビナード、林光、
- 音楽家として山下洋輔、寺内タケシ、谷川賢作、
- 画家・写真家として横尾忠則、荒木経惟、橋村奉臣、藤井旭
- 映画監督として実相寺昭雄、新藤風、森田芳光、池谷薫、奥田瑛二、
- 漫画家・アニメーターとして楳図かずお、矢口高雄、松本零士、弘兼憲史、やなせたかし、柳原良平、
- 高級官僚として國松孝次、
- 大学教授として多湖輝、吉村作治、上野千鶴子、小泉武夫、
- ソムリエとして田崎真也、
- 作家・脚本家として阿刀田高、藤本義一、北方謙三、井沢元彦、市川森一、嵐山光三郎、山田太一、山本一力、小山内美江子、前間孝則、関川夏央、
- 落語家（噺家）・漫才師・講談師・浪曲師として桂米朝、桂米團治、柳家小三治、桂文珍、太田光、桂三枝（現・六代目桂文枝）、宮川大助・花子、喜味こいし、昭和のいる・こいる、一龍斎貞水、神田山陽、国本武春、春風亭昇太、パックン、橘家圓蔵、林家木久扇、林家正蔵
- 鑑定家として中島誠之助、北原照久、
- 評論家として江川紹子、山田五郎、
- CEOとして吉田準輝（ヨシダグループ会長兼CEO）、

など非常に多彩な人々が出演している。
なお、過去には北野武、金田一春彦、池田彌三郎、宮脇俊三、北杜夫、斎藤輝子、松本清張、沢村貞子、植村直己、阿久悠、河島英五、植木等、宮川泰、團伊玖磨、池田満寿夫、大藪春彦、福田繁雄、五代目 柳家小さん、東山魁夷、赤塚不二夫、石ノ森章太郎、藤子不二雄Ⓐ、寺田ヒロオ、ジョージ川口なども出演した。
しかし、このような有名人の他に、無名ながら一芸に秀でた人、長年一つの道に打ち込んできた市井の人（池内紀によると、「二番手を走り、トップになる実力があり周囲もやきもきしているのに、好きな事に打ち込むことに一生懸命で、二番手であることを気にしない人」）にスポットライトをあてるのも、この番組の特徴である。
このような出演者としては、
- 前田學（利き水名人）
- 木村嘉男（JTB時刻表編集長）
- 関根淳（元モンゴル野球ナショナルチーム・コーチ）
- 細井優範（砂金掘りインストラクター）
- 村瀬誠（墨田区地域振興部）
- ジョン・ギャスライト（ツリークライミングジャパン代表）
- 菊野屋〆松（ちんどん屋）
- 崎山克彦（NGO「南の島から」代表）
- 青井博幸（全国地ビール醸造者協議会顧問）
- 倉田喜弘（日本芸能史研究家）
- みさきたまゑ（書皮友好協会世話人）
- 平田俊清(ジーンズクリエーター)
- 関根眞一（苦情・クレーム対応アドバイザー）
- 平田進也（旅行会社添乗員）
- 松原仁(はこだて未来大学)
- 猪口ゆみ(通信販売サイト バイヤー・ライター)
- 小林宏之(日本航空機長)

などがいる。